# Framily
Framily är en svensk-amerikansk dramafilm från 2010 i regi av Joachim Hedén. Filmen är Hedéns andra långfilmsregi (debuten New York Waiting utkom 2006) och i rollerna ses bland andra Richard Gunn, Jennifer Christopher och Jennifer O'Kain.

## Om filmen
Inspelningen ägde rum i Los Angeles och San Francisco i USA med Julia Gebauer som producent och Patrik Thelander som fotograf. Musiken komponerades av Patrick Kirst och filmen klipptes av Hedén. Den premiärvisades 24 september 2010 på biograf Spegeln i Malmö. Den 4 juli 2013 visades den av Sveriges Television.

## Handling
Ethan ärver ett stort hus utanför stan och föreslår för några vänner att de ska flytta ihop. Till en början fungerar samboendet bra, men efterhand uppdagas relationsproblem och ouppklarade känslor. Allting ställs på sin spets när Kate, som har känslor för Ethan, dyker upp och flera av vännerna tvingas till avgörande beslut.

## Rollista
- Richard Gunn – Ethan
- Jennifer Christopher – Katrina
- Jennifer O'Kain – Kate
- Benny Harris – Don
- Kelly Pendygraft – Annie
- Scott Peat – Dick
- Reanna Nicole	– Maya
- Marcia Ann Burrs – fastighetsmäklare
- Chuck Raucci – Michael
- Carla Tassara	– Kirsten
- Jude Tota – Tim
- Patrick Gorman – Ethans far

## Mottagande
Framily har medelbetyget 2,8/5 (baserat på fyra omdömen) på sajten Kritiker.se, som sammanställer recensioner av bland annat film. Filmen fick betyget 3/5 av Hallands Nyheter och Helsingborgs Dagblad och 2/5 av NWT och Sydsvenskan.